# ديف لوغان (لاعب كرة قدم أمريكية)
ديف لوغان (بالإنجليزية: Dave Logan)‏ هو لاعب كرة قدم أمريكية أمريكي، ولد في 2 فبراير 1954 في فارغو في الولايات المتحدة.

## وصلات خارجية
- ديف لوغان على موقع كلية كرة السلة في سبورتس رفرنس.كوم (الإنجليزية)
- ديف لوغان على موقع مرجع كرة القدم المحترفة.كوم (الإنجليزية)
- ديف لوغان على موقع IMDb (الإنجليزية)